# Dermatochalasis

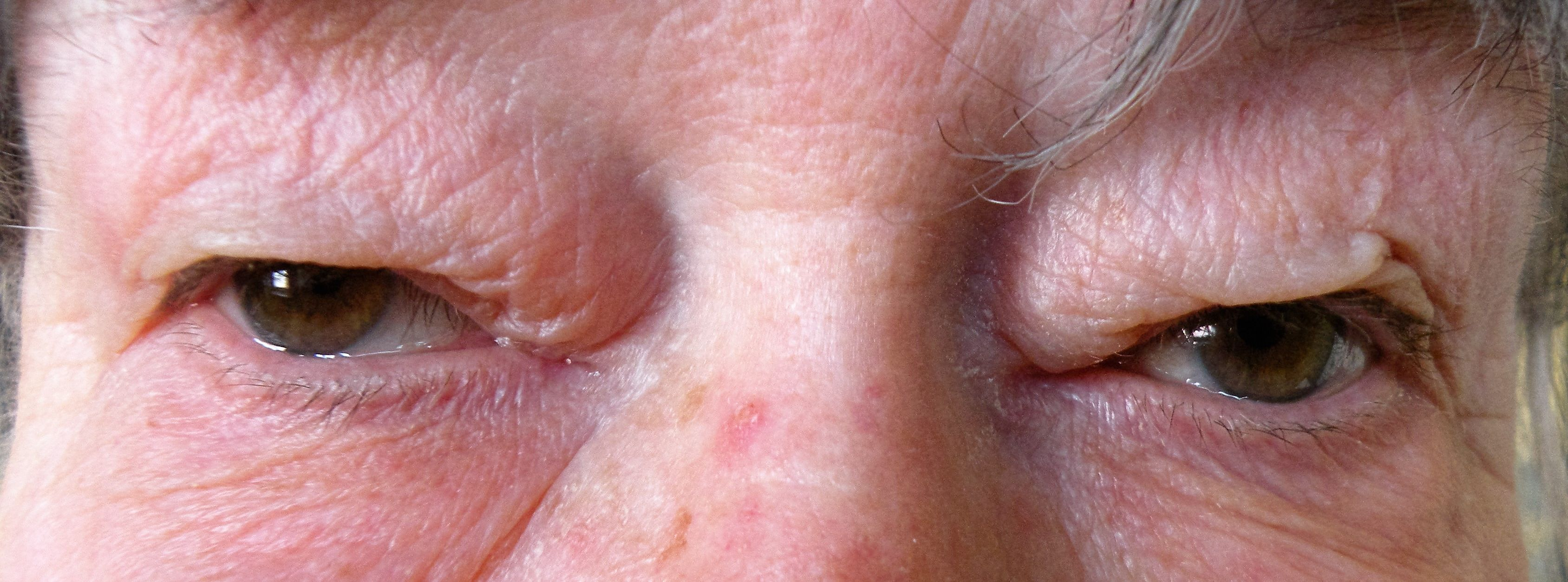
Dermatochalasis

Die Dermatochalasis (von griechisch δέρμα derma „Haut“ und χαλασις chalasis „Nachlassen“. Synonym: lateinisch Cutis laxa = „schlaffe Haut“)' bezeichnet eine Gruppe von meist altersbedingten Bindegewebsveränderungen, nicht selten mit familiärer Häufung. Der Begriff wird oft in der Augenheilkunde, aber auch in der Dermatologie verwendet. Gemeinsames Kennzeichen ist eine schlaffe, unelastische und oft in großen Falten herunterhängende Haut an unterschiedlichen Körperpartien, die den Betroffenen älter aussehen lässt. Bekannte Manifestationen finden sich unter anderem an den Tränensäcken, den Augenlidern oder der Rückenhaut.

## Ursachen
Mögliche Ursachen sind:
- idiopathisch rezidivierende Schwellung der Oberlider (Blepharochalasis)
- vererbungsbedingte (hereditäre) Erkrankungen des Bindegewebes (Cutis-laxa-Syndrom)[4][5]
- im Rahmen seltener Syndrome wie Ascher-Syndrom
- altersbedingt (Cutis laxa senilis)
- durch entzündliche Hautkrankheiten (Dermatitis) oder durch Einnahme von Penicillamin während der Schwangerschaft erworben (Cutis laxa acquisita)

## Diagnose
Die Abgrenzung der verschiedenen Formen basiert auf dem Manifestationsalter, eventuell vorhergegangenen Veränderungen wie Urtikaria, Quincke-Ödem, entzündlichen Hautveränderungen oder allergischer Reaktionen zum Beispiel auf Medikamente. Bei Verdacht auf eine erbliche Form muss eine ausführliche körperliche Untersuchung mit Familienanamnese, eventuell diagnostische Bildgebung und gegebenenfalls weitere Untersuchungen durchgeführt werden.

## Differentialdiagnose
Abzugrenzen sind ferner:
- Ehlers-Danlos-Syndrom
- Williams-Beuren-Syndrom
- Pseudoxanthoma elasticum
- Progerie (Hutchinson-Gilford-Syndrom)
- Barber-Say-Syndrom
- Costello-Syndrom
- Kardio-fazio-kutanes Syndrom
- Kabuki-Syndrom

## Therapie
In Abhängigkeit von der Ursache der Erkrankung gibt es unterschiedliche Behandlungsansätze, wie bspw. die Haut straffende, konservative Maßnahmen (Gymnastik, Kalt-Warm-Duschen, Bindegewebsmassagen etc.) oder auch operative Interventionen (bspw. Blepharoplastik). Bei erworbenen Formen steht die Therapie der Grunderkrankung im Vordergrund.